# Малайка
Малайка (рум. Malaica) — село у повіті Долж в Румунії. Входить до складу комуни Черет.
Село розташоване на відстані 197 км на захід від Бухареста, 28 км на південний захід від Крайови.